# Mayaca
Mayaca — рід квіткових рослин, які часто поміщають у власну родину Mayacaceae. У системі APG II 2003 року його віднесено до ряду Poales у кладі комелінід. Система Кронквіста 1981 року також визнала таку родину та розмістила її в порядку Commelinales у підкласі Commelinidae.
Група широко розповсюджена в Латинській Америці від Мексики до Аргентини, а також у Вест-Індії, на південному сході США та в Центральній Африці.

## Види
Було запропоновано близько вісімнадцяти назв видів, але лише 5 прийнято як окремі:
- Mayaca baumii Gürke
- Mayaca fluviatilis Aubl.
- Mayaca kunthii Seub.
- Mayaca longipes Mart. ex Seub.
- Mayaca sellowiana Kunth